# Dredge
Dredge is een vis- en avonturenspel met horror- en rollenspelelementen, ontwikkeld door Black Salt Games en uitgegeven door Team17. Het verscheen op 30 maart 2023 voor pc, Nintendo Switch, PlayStation 4, PlayStation 5, Xbox One, Xbox Series; in februari 2025 volgden versies voor Android, iOS, iPadOS en macOS.

## Spelverloop
Spelers besturen een gemotoriseerde vissersboot in een archipel met een dag- en nachtcyclus. Overdag vist de speler of bergt wrakstukken op via korte minigames. 's Nachts stijgt een paniekmeter, wat kan leiden tot hallucinaties en gevaarlijke situaties. Opbrengsten uit visvangst en wrakstukken kunnen worden ingewisseld voor betere uitrusting, waarmee capaciteit, snelheid en verlichting verbeteren. Nevenopdrachten op eilanden bieden extra beloningen en onthullen stukjes verhaal.

## Verhaal
Een naamloze visser arriveert per boot in het afgelegen kustplaatsje Greater Marrow om daar de lokale visser te worden. Het werk begint normaal, maar al snel merkt de speler vreemde verschijnselen, vooral 's nachts: dichte mistbanken, rotsen die uit het niets verschijnen, spookschepen, agressieve dieren, zeemonsters en het gevoel bekeken te worden. Tijdens de tochten vindt de speler flessenpost met dagboekfragmenten van een vrouw, enkel bekend als J.J. Zij beschrijft hoe haar echtgenoot een mysterieuze kist opviste. Bij het openen kwam een bovennatuurlijke mist vrij die de archipel sindsdien teistert en een gigantisch zeemonster, de Leviathan, wekte. Dit monster vernietigde hun boot, doodde J.J. en liet haar man en de oude burgemeester achter op een klein eiland. De speler wordt zelf ook belaagd door de Leviathan, die lijkt te waken over de archipel en probeert te voorkomen dat de speler vertrekt.
De speler ontmoet een man genaamd de Verzamelaar (Collector), die alleen woont in een landhuis op een geïsoleerd eiland. De Verzamelaar geeft de speler opdracht om de andere eilanden en hun oude ruïnes te verkennen op zoek naar verschillende relikwieën. De Verzamelaar overhandigt de speler ook een mysterieus boek (Book of the Deep), waarmee de speler bovennatuurlijke krachten kan gebruiken tijdens de expedities. Zodra de speler alle relikwieën heeft verzameld, heeft de speler een keuze:
1. Relikwieën overhandigen: De Verzamelaar onthult dat hij J.J.'s echtgenoot is. Hij vond het boek in de kist en ontdekte een ritueel om J.J. te reanimeren. De relikwieën, persoonlijke bezittingen van J.J., zijn hiervoor nodig. De speler brengt de Verzamelaar naar de plek waar J.J. verdronk en voert het ritueel uit door de relikwieën overboord te gooien. Het ritueel slaagt en J.J. herrijst, maar dit ontwaakt ook een kolossaal, Lovecraftiaans wezen dat Greater Marrow en vermoedelijk de rest van de wereld vernietigt.
2. Relikwieën weigeren: De speler confronteert de Verzamelaar en ontdekt, dat de Verzamelaar slechts een verzinsel is van de eigen geest, een manifestatie van onderdrukte herinneringen en schuldgevoel over J.J.'s dood. In plaats van het ritueel uit te voeren, vaart de speler de zee op en werpt het boek in het water. Hierop worden de speler, de boot en het boek verzwolgen door de Leviathan. Na deze gebeurtenis verdwijnt de bovennatuurlijke mist die de archipel teisterde.

## Uitbreidingen

### The Pale Reach
In deze uitbreiding reist de speler naar The Pale Reach, een poolgebied ten zuiden van de archipel dat slechts periodiek toegankelijk is. In dit gebied helpt de speler een natuurfotograaf en verzamelt onderdelen om een ijsbreker voor de boot te bouwen.
De speler volgt het spoor van een poolexpeditie die circa honderd jaar geleden verdween. Via dagboekfragmenten ontdekt speler dat de kapitein, navigator en bootsman van de expeditie geobsedeerd raakten door een enorm, levend monster, gevangen in het ijs. Terwijl zij probeerden het wezen te bevrijden in ruil voor beloofde schatten, leidde de eerste officier een muiterij. De rest van de bemanning kwam om of sloeg op de vlucht. De vier mannen kwamen echter zelf vast te zitten in het ijs. Gebonden aan het monster werden zij onsterfelijk. Met behulp van betoverde ijsbijlen kan de speler deze mannen uit hun lijden verlossen, waardoor ook het monster sterft.

### The Iron Rig
Deze uitbreiding introduceert een booreiland van de Ironhaven Company. De speler ontmoet de voorman en een wetenschapper. De voorman vraagt om verloren voorraadzendingen terug te vinden om de bouw van het booreiland te voltooien, terwijl de wetenschapper monsters van lokale fauna wil voor onderzoek. Nadat de speler genoeg voorraden heeft aangeleverd, begint het boren. Dit veroorzaakt echter scheuren op de zeebodem waaruit een donkere smurrie lekt die de vissen muteert. De wetenschapper verzamelt gemuteerde exemplaren, maar raakt zelf besmet en transformeert in een monster dat de oceaan in vlucht. Ondertussen arriveert de directeur en beveelt door te gaan met boren, ondanks dat dit lokale zeemonsters kwaad maakt. De voorman, bang voor de monsters, maar ook voor ontslag, vraagt de speler om het verdedigingssysteem van het booreiland te saboteren. Nadat de speler dit doet, valt een zeemonster met tentakels het booreiland aan en vernietigt de boor, voordat het zelf wordt opgegeten door de Leviathan. De directeur vlucht per helikopter, en de voorman belooft de speler geavanceerde uitrusting te blijven leveren, totdat hij en de bemanning kunnen evacueren.

## Ontwikkeling
Dredge werd vanaf 2020 ontwikkeld door Black Salt Games, een studio gevestigd in Christchurch, Nieuw-Zeeland. Het kernteam bestond uit vier personen. Het team liet zich inspireren door spellen met een beklemmende sfeer, zoals Papers, Please en Frostpunk.
Op 15 december 2023 werd gratis downloadbare inhoud met een cross-over gebaseerd op Dredge uitgebracht voor het spel Dave the Diver. Deze update voegde Dredge-gerelateerde content, zoals nieuwe wezens en nachtelijke mist, toe aan het spel.

## Ontvangst
Dredge werd over het algemeen positief ontvangen. Recensenten prezen de beklemmende, Lovecraftiaanse sfeer, de effectieve combinatie van rustig vissen overdag en spanning 's nachts, het mysterieuze verhaal en het geluidsontwerp dat de horror versterkte. Het spelverloop van verkennen, vissen en upgraden werd als boeiend ervaren. Kritiekpunten waren onder meer dat de kern-gameplay gedurende het spel weinig zou evolueren en dat het upgraden van de boot de uitdaging en spanning later in het spel kon verminderen.
Commercieel verkocht het binnen 24 uur meer dan 100.000 exemplaren; in oktober 2023 was de miljoenste kopie over de toonbank gegaan.

## Verfilming
Er is een liveactionfilm in ontwikkeling gebaseerd op het spel, een samenwerking tussen ontwikkelaar Black Salt Games en productiebedrijf Story Kitchen. Dit bedrijf werkt aan meerdere computerspel-adaptaties, onder andere van Tomb Raider, Disco Elysium en It Takes Two.